# Elżbieta Karkoszka
Elżbieta Karkoszka, Elżbieta Karkoszka-Stefańska (ur. 17 marca 1943 w Ściegnach k. Piotrkowa Trybunalskiego) – polska aktorka.

## Życiorys
Debiutowała na scenie w 1963 podczas pierwszego roku studiów w PWST główną rolą Helen w Cud w Alabamie W. Gibsona w reżyserii Władysława Krzemińskiego. W 1967 ukończyła studia na PWST w Krakowie.
Elżbieta Karkoszka jest wykładowcą Wydziału Aktorskiego PWST w Krakowie. Jest matką aktorki Karoliny Stefańskiej.

## Kariera zawodowa
- Teatr Rozmaitości w Krakowie 1967 – 1970 aktorka
- PWST w Krakowie 1968 – 1974 asystent
- Stary Teatr im. Heleny Modrzejewskiej w Krakowie 1970 – 2004 aktorka (nadal występuje jako aktorka seniorka)

## Filmografia
- 1964: Późne popołudnie − koleżanka Tuńki
- 1964: Drewniany różaniec − Natalia
- 1965: Kapitan Sowa na tropie − Zosia, przewodniczka po zamku w Magierowie (odc. 5)
- 1965: Buty
- 1972: Szklana kula − płacząca dziewczyna w budce telefonicznej
- 1974: Sędziowie − Jewdocha
- 1974: Bilans kwartalny − Maria, koleżanka Marty w księgowości
- 1975: Noce i dnie − Magda, córka Klimeckich
- 1976: Spokój − Krysia Stańczak, była dziewczyna Gralaka
- 1976: Próba ciśnienia − Elżbieta, kobieta przy budce telefonicznej
- 1976: Dagny − Marta Foerder
- 1977: Noce i dnie − Magda, córka Klimeckich (odc. 6 i 7)
- 1978: Szpital Przemienienia − pacjentka szpitala
- 1979: Zielone lata − Anna, żona doktora Turowskiego
- 1979: Szansa − Agata, żona Ejmonta
- 1980: Z biegiem lat, z biegiem dni… − Emilka Chomińska, córka pani Janiny
- 1980: Pałac − gruźliczka
- 1980: Archiv des todes
- 1981: Mężczyzna niepotrzebny! − Ewa Grzegorzewska
- 1981: Chłopiec − Jadwiga Homerowa
- 1982: Oko proroka − matka Hanusza
- 1982: Coś się kończy − sędzia Helena
- 1983: Przeznaczenie − Marta, guwernantka Laury
- 1985: Oko proroka czyli Hanusz Bystry i jego przygody − matka Hanusza (odc. 1 i 5)
- 1985: Ognisty anioł − mniszka
- 1987: Zdaniem obrony − Jonkiszowa, żona Władysława (odc. 5)
- 1987: Na srebrnym globie − Ada, córka Marty
- 1987: Łuk Erosa − Karowska, matka Adama
- 1990: Życie za życie. Maksymilian Kolbe − Banasikowa
- 1991: Obca siła (Le Brasier) − Maria
- 1992: Le bal des casse-pieds − Mme Groboniek
- 1993: Trzy dni aby wygrać − żona Lenicy (odc. 5)
- 1994: Śmierć jak kromka chleba − żona Ludwiczaka
- 1995: Pułkownik Kwiatkowski
- 1996: Panna Nikt − nauczycielka plastyki
- 1997: Sława i chwała − ciotka Zofii Zgorzelskiej w Krakowie (odc. 5)
- 2000: Twarze i maski − pani Wiesia, sekretarka dyrektora Kamińskiego
- 2002: Moje miasto − matka Cichego
- 2003: Biała sukienka − Suszkowa, matka Ryśka
- 2005: Na dobre i na złe − matka Joasi (odc. 213)
- 2005: Klinika samotnych serc − pani Czesława, sąsiadka Haliny Gromek (odc. 13 i 14)
- 2008: Jan z drzewa − matka Anny
- 2009: Wszystko, co kocham − babcia Janka
- 2009: Majka − ławniczka
- 2009: Enen − matka Konstantego
- 2010: Święta krowa − Katarzyna, matka Bogdana
- 2011: W imieniu diabła − siostra Zofia
- 2011: Ludzie Chudego − matka Mariana (odc. 16-18)
- 2011: Kop głębiej − Hanka
- 2011−2012: Julia − doktor Małecka
- 2011: Jesteś Bogiem
- 2011: Głęboka woda − babcia Karoliny (odc. 2)
- 2012: Prawo Agaty − Maczkowa (odc. 10)
- 2012: Szpilki na Giewoncie − fałszywa kuzynka Anieli (odc. 45 i 46)
- 2012: Nieulotnie – pracownica dziekanatu
- 2015: Przypadki Cezarego P. – starsza pani przy kasie (odc. 4)
- 2016: Artyści – aktorka Alina „Seniorka”
- 2016: Ostatnia rodzina – starsza kobieta w samolocie
- 2017: Lekarze na start – pacjentka Rozalia (odc. 6, 10)
- 2021: Klangor – Ela, babcia Ariela
- 2021: Jakoś to będzie – starsza pani w supermarkecie
- 2022: Gang Zielonej Rękawiczki – Barbara